# Teoria optymalnego opodatkowania

W prostym modelu podaży i popytu podatek nie tylko przechwytuje część zysku konsumentów i producentów, ale dodatkowo zmniejsza cały rynek o zbędną stratę społeczną (żółty obszar na obrazku). Skala tego zjawiska, oraz stopień w jakim ciężar podatku spada na jedną lub drugą grupę, zależy od elastyczności podaży i popytu (intuicyjnie, nachylenia obu krzywych).

Teoria optymalnego opodatkowania – dział ekonomii zajmujący się analizą i projektowaniem systemów podatkowych i transferowych, w kontekście maksymalizacji wybranej funkcji dobrobytu społecznego lub podobnego kryterium. Dobór kryterium jest kwestią normatywną i etyczną; często stosuje się podejścia utylitarne, choć nie jest to bezkrytycznie przyjmowany standard.
Podatki i transfery mogą wpływać na ogólny dobrobyt negatywnie, ograniczając swobodę finansową płatników i wprowadzając zniekształcenia ekonomiczne, oraz pozytywnie, np. jeśli finansują dobra publiczne lub kompensują jakieś koszty zewnętrzne. Relatywna wielkość obu efektów zależy m.in. od elastyczności podaży i popytu pracy, dóbr i usług obłożonych podatkami, oraz użyteczności dochodu. Czynniki te determinują także przerzucalność podatków, czyli to, kto rzeczywiście ponosi ciężar danin. Znaczenie może mieć też wiele dodatkowych czynników, takich jak koszty administracyjne, unikanie opodatkowania, migracje i handel międzynarodowy – oraz pozostały kontekst polityki fiskalnej i monetarnej. W rezultacie badacze stoją przed zadaniem wyboru funkcji dobrobytu oraz modelu gospodarki i systemu podatkowego, oszacowania jego poszczególnych parametrów i rozwiązania całego problemu optymalizacyjnego.

## Historia i rezultaty
Rozważania nad podatkami towarzyszyły ekonomii od początku jej istnienia, jednak dogłębne badania zainicjowały przede wszystkim modele Ramsaya (gł. podatek kapitałowy, 1927) i Mirrleesa oraz Diamonda (gł. podatek dochodowy, 1971). Pozwoliły one, pomimo dużych uproszczeń, na podjęcie formalnej analizy tego tematu. Jedno z centralnych wyzwań dla optymalizacji stanowi problem zbędnej straty społecznej tworzonej przez interwencje, czego opis rozwinął szczególnie Harberger (1962) – choć zjawisko to rozpoznawano już dużo wcześniej, np. przez Pigou, Dupuit czy Debreu.
Skupienie na problemie zbędnej straty prowadziło ekonomistów do poszukiwania rozwiązań jak najbardziej wolnych od tego zjawiska, czyli cechujących się neutralnością podatkową. Wykazano, że taki charakter ma przede wszystkim podatek pogłówny, oraz podatki od kosztów zewnętrznych i rent ekonomicznych, takie jak podatek od wartości gruntu. Choć narzędzia te są w tym sensie optymalne, rzadko są podstawą systemu podatkowego z przyczyn praktycznych, etycznych lub politycznych.
Późniejsze prace rozwijały bardziej złożone modele, uwzględniające bardziej szczegółowe ograniczenia polityczne i zjawiska ekonomiczne, takie jak efekt substytucyjny, unikanie opodatkowania, koszty administracyjne. Dodatkowe zakłócenia: migracje i handel międzynarodowy, czy efekty zewnętrzne. Dla ułatwienia analizy, te szczegółowe koszty i zyski są często wyrażane zbiorczo jako krańcowa użyteczność społeczna pieniądza w rękach podatnika lub rządu.
W potocznym odbiorze dziedzina optymalnego opodatkowania może być kojarzona z tzw. krzywą Laffera z lat 70.; nie odpowiada ona jednak żadnemu dokładnemu modelowi, i wyraża jedynie – w ocenie np. Samuelsona, Nordhausa czy Peacocka – banalną i nieprecyzyjną obserwację.

### Podatek od dochodu osób fizycznych
Opublikowana w 1971 praca Mirrleesa i Diamonda zainicjowała nurt badań nad optymalnym kształtem podatku od dochodów z pracy (w Polsce tzw. podatek dochodowy od osób fizycznych, PIT). Zależnie od oszacowania sytuacji wyjściowej i przyjętych założeń, uzyskano tu wiele mieszanych rezultatów. Podatki i transfery dochodowe są jednocześnie głównym współczesnym narzędziem redystrybucji, i bezpośrednio zniekształcają strukturę zachęt do pracy. W ocenie Mankiwa, bliski rozwiązaniu optymalnemu jest podatek liniowy z dywidendą (odpowiadający dla niskich dochodów podatkowi negatywnemu). Prace Stiglitza czy Saeza i Diamonda sugerują, że przy występowaniu znacznych i niepożądanych nierówności odpowiednia może być znaczna nawet progresywność podatku. Dla ilustracji, uzyskaną przez Saeza formułą dla najwyższej stawki krańcowej może być:
{\displaystyle \tau ={\frac {1-{\overline {g}}}{1-{\overline {g}}+{\overline {\zeta }}^{u}+{\overline {\zeta }}^{c}(\alpha -1)}}}
gdzie:
{\displaystyle \tau } – stawka podatku,
{\displaystyle {\overline {g}}} – iloraz społecznej użyteczności krańcowej pieniądza w rękach podatnika i rządu,
{\displaystyle {\overline {\zeta }}^{u}} i {\displaystyle {\overline {\zeta }}^{c}} – surowa i skompensowana efektem substytucyjnym elastyczność podaży pracy,
{\displaystyle \alpha } – parametr kształtu rozkładu Pareto dochodów.
Piketty i Saez, w oparciu o rozwinięte modele i obszerne dane empiryczne, argumentowali na rzecz optymalności podatku progresywnego z górną stawką powyżej 50–80%. Z drugiej strony, niektóre modele w historii tego nurtu prowadziły do wniosków, że optymalna może być zerowa stawka w specjalnym najwyższym progu, lub malejące w wysokich progach stawki.

### Podatek od dochodu osób prawnych
Badania nad podatkiem korporacyjnym (w Polsce tzw. podatek dochodowy od osób prawnych, CIT) wywodzą się od publikacji Harbergera. Odniósł się on m.in. do hipotezy, że ciężar tego podatku mogą ponosić raczej pracownicy lub konsumenci, niż właściciele kapitału – co w praktyce zależy od odpowiednich elastyczności podaży i popytu. Harberger sugerował, w oparciu o uproszczony model równowagi ogólnej, że cała gospodarka dąży w długim terminie do takiego stanu dynamicznej równowagi elastyczności pracy i kapitału, w którym ciężar CIT spada w całości na właścicieli. Późniejsze modele, m.in. Feldsteina, kwestionowały lub łagodziły te wnioski. W przypadku złożonej gospodarki otwartej, w której mobilność kapitału jest wyższa niż mobilność ludzi, podatek ten może być w znacznej części przerzucany na pracowników, poprzez systemowe obniżenie ich płac, lub na konsumentów, przez wzrost cen i redukcję inwestycji. Taki wynik jest uzyskiwany w niektórych analizach empirycznych i modelach. Inne analizy pokazują jednak, że większość ciężaru ponoszą udziałowcy i właściciele kapitału. Badanie empiryczne danych z 55 082 firm europejskich z lat 1996–2003 sugeruje, że w długim terminie około połowa podatku została przerzucona na niższe płace pracowników. Analiza pochodząca z konserwatywnego think tanku AEI, i obejmująca dane makroekonomiczne z 65 krajów dla lat 1981–2005, także sugeruje, że zmiany CIT mogą być w długim terminie około w 50% przerzucane na płace. Z tego powodu część ekonomistów uważa, że inne podatki (np. od dochodu osób fizycznych, i konsumpcyjne) generują mniej zniekształceń ekonomicznych przy podobnym przychodzie. Podobne wnioski wynikają z przeglądu badań Kongresowego Biura Budżetowego USA z 2011, jednak autorzy zastrzegają, że metodologia uwzględnionych analiz jest niesatysfakcjonująca. Podsumowując, jest to podatek który może być, zależnie od horyzontu czasowego, oraz pozostałej struktury systemu podatkowego i gospodarki, częściowo przerzucany z teoretycznego optymalnego celu – nadmiarowej renty ekonomicznej czerpanej przez właścicieli kapitału – na redukcję płac i produktywnych inwestycji – w cytowanych oszacowaniach, w stopniu między 20–70%.

### Podatek od dochodów kapitałowych
Podatek od dochodów kapitałowych (w Polsce tzw. podatek od dochodów kapitałowych, potocznie podatek Belki) był głównym przedmiotem rozważań Ramseya (1927). Wiele wczesnych analiz sugerowało, że optymalna jest zerowa stawka tego podatku – np. Diamonda i Mirrleesa (1971), Atkinsona i Stiglitza (1976), czy najbardziej kojarzonych z tym wynikiem Chamleya i Judda (1985–1986). Intuicyjnie, kapitał to odroczona konsumpcja, tj. oszczędności i inwestycje, a ich wysoki poziom jest generalnie pożądany. Późniejsze analizy i w tym przypadku złagodziły te wnioski. Szereg kolejnych prac, m.in. zespołów Aiyagari, Kocherlakoty Strauba i Werninga oraz Saeza zwracały uwagę, że model Chamleya–Judda może prowadzić do absurdalnych ekstrapolacji, a przy bardziej złożonych modelach podatek optymalny tego typu powinien być niski, ale niekoniecznie zerowy.

### Podatki od konsumpcji i podatki pośrednie
W świetle badań, podatki od konsumpcji (np. podatek od sprzedaży, a szczególnie VAT) mogą być efektywnym narzędziem finansowania budżetu państwa, ale są złym narzędziem polityki redystrybucyjnej. Nie obciążają oszczędności i inwestycji, co jest generalnie pożądane. Są jednak relatywnie podatne na przerzucalność i unikanie, a przy zróżnicowanych stawkach mogą generować także znaczące zniekształcenia ekonomiczne. W ocenie np. zespołów Mirrleesa i Mankiwa, poza dobrze uzasadnionymi wyjątkami powinny przyjmować jedną, równą stawkę, służąc finansowaniu państwa, a nie bezpośredniej redystrybucji. Podatki od transakcji finansowych (np. podatek Tobina) są przez raport Mirrleesa z kolei oceniane jako zbyt zakłócające, ponieważ ograniczają płynność rynków i dostępność kapitału, i źródło to odradza ich stosowanie. Sens może według niego mieć natomiast obejmowanie instytucji finansowych VAT-em.

### Podatek od kapitału
Podatki od kapitału odnoszą się do jego wartości, a nie uzyskiwanych dzięki niemu dochodów. Niektóre przykłady takich instrumentów, jak podatek od wartości gruntu (LVT), były rozważane już w XVII i XIX wieku jako optymalne. Różnego rodzaju podatki od nieruchomości bywają ważną częścią dochodów samorządów lokalnych, jednak w postaci odległej od zalet czystego LVT.
Propozycje wysokiego opodatkowania innych kategorii kapitału („podatku majątkowego”) wysunęli np. Piketty i Saez, w kontekście diagnozy rosnących nierówności w krajach rozwiniętych, zwłaszcza USA. Ich wnioski nie zostały jednak przyjęte bezkrytycznie.
Weyl i Posner przedstawili – według ich własnych słów, radykalną – koncepcję „podatku Harbergera”, który miałby obejmować potencjalnie każdy rodzaj własności prywatnej, co w ich ocenie wprowadzałoby wszechobecne zachęty do optymalnej, i jednocześnie egalitarnej alokacji zasobów.

### Podatki od spadków i transferów majątku
W Polsce – podatek od spadków i darowizn. W ocenie m.in. zespołu Mirrleesa podatki od transferów majątku, pod warunkiem dobrej konstrukcji, mogą być pożyteczne i sprzyjać równości szans.

### Podatki Pigou
Podatki i subsydia Pigou nakładane na towarzyszące konsumpcji i produkcji efekty zewnętrzne, jak w przypadku podatku węglowego lub akcyz na tytoń i alkohol, są teoretycznie optymalne – nie generują, ale usuwają zniekształcenia ekonomiczne. Bronią się etycznie, np. według Mankiwa, zarówno na gruncie perspektywy utylitarnej, jak i libertariańskiej. Praktycznym problemem jest jednak trafna identyfikacja występowania i wielkości takich efektów.